# Himerta epicnemia
Himerta epicnemia là một loài tò vò trong họ Ichneumonidae.